# Wachholderheide bei Vockerode-Dinkelberg
Wachholderheide bei Vockerode-Dinkelberg este o arie protejată (arie specială de conservare — SAC, sit de importanță comunitară — SCI) din Germania întinsă pe o suprafață de 15,03 ha, integral pe uscat.

## Localizare
Centrul sitului Wachholderheide bei Vockerode-Dinkelberg este situat la coordonatele 51°08′17″N 9°42′32″E / 51.1381°N 9.7089°E.

## Înființare
Situl Wachholderheide bei Vockerode-Dinkelberg a fost declarat sit de importanță comunitară în iulie 2001 pentru a proteja un număr necunoscut de specii din flora spontană și fauna sălbatică aflate în arealul zonei. Situl a fost protejat și ca arie specială de conservare în martie 2008.

## Biodiversitate
Situată în ecoregiunea continentală, aria protejată conține 2 habitate naturale: Formațiuni de Juniperus communis pe lande sau pajiști calcaroase, Formațiuni ierboase bogate în specii de Nardus, dezvoltate pe substraturi silicioase în zone montane (și în zone submontane, în Europa continentală).
La baza desemnării sitului se află un număr nedeclarat de specii protejate.
Pe lângă speciile protejate, pe teritoriul sitului au mai fost identificate 5 specii de plante, 4 specii de nevertebrate.